# 意匠設計
意匠設計（いしょうせっけい）とは、建築設計、構造物、工作物や製品の設計において、造形美など審美的な設計。

## 概要
建築界などではこれを通常もっぱらデザインと呼び、構造解析の設計や設備の設計、積算など設計書を作成する設計、コンクリートなど材料等の配合設計などの「設計」とは、区分する必要上で呼称しており、意匠設計されて作成された図面を「意匠図」と呼ぶ。なお、構造設計で構造デザインと呼ばれる「デザイン」もある。建築の世界では設計のうち意匠設計と構造設計がその建築の出来に関わってくる。 
自動車の設計などでも、トヨタ・カリーナEDの意匠設計は木村徹、といった具合に使用する場合がある。
また建築の求人で建築設計者を募集・採用の際、意匠設計者として銘打ち、求人広告を出し募集している。

## 例
難波和彦の項にもあるとおり、意匠設計者として評価、という建築の「意匠設計者」とは、建築設計ならば当該建築の設計担当者である建築家であるが、建築の構造設計については別に構造家・構造エンジニアが担当し「構造設計」するのが常である。建築家が主宰する建築設計事務所での設計を意匠設計と呼び、構造設計事務所の設計を構造設計と呼んでいる。この他、橋梁などの設計競技では、意匠設計競技がもっぱら行われ、「図案」を公募がなされている。1934年に大阪市主催の大江橋と淀屋橋のコンペティションはデザインコンペティションであった。
- 雷電廿六木橋 ... 大成建設の技術者が、意匠設計を担当した
- 新豊橋 ... 意匠設計は隅田川渡架橋景観委員会
- 四谷見付橋 ... 現在、八王子市の長池公園に移築されている。意匠設計は福田重義
- 新白島駅 ... 2010年新駅にあたり、意匠設計者を第一次選考した
- 志摩観光ホテル ... 建物の意匠設計は村野藤吾が担当
- 芝川ビルディング  ...  登録有形文化財で意匠設計を本間乙彦が担当。渋谷五郎が基本・構造設計を担当
- 名古屋都ホテル ... 意匠設計は村野藤吾が担当
- 菅野美術館 ... 建物の意匠設計は阿部仁史
- 国立屋内総合競技場 ... 坪井善勝の構造設計による。意匠設計は丹下健三
- AutoCAD ... 建築意匠設計パッケージ (BIM・3D)、などの製品がある
- 幕張ベイタウン・コア ... 意匠設計担当として高谷時彦事務所
- 国の史跡玉川上水小金井橋 ... 意匠設計はプレック研究所
- CAD ... 一般的に、建築用CADとは意匠設計図を作成するためのCADを指す
- 大阪府庁舎 ... 建築設計競技での要綱は、「大阪府庁舎及府会議事堂建築意匠設計懸賞募集規程」
- ANAクラウンプラザホテル宇部 ... 村野藤吾の意匠設計による
- せんだいメディアテーク ... 伊東豊雄の意匠設計